# Chemical and Process Engineering-Inzynieria Chemiczna I Procesowa
Chemical and Process Engineering (Inzynieria Chemiczna I Procesowa) là một tạp chí khoa học và công nghệ được xuất bản bởi Ủy ban Kỹ thuật Quy trình và Hóa học, Viện Hàn lâm Khoa học Ba Lan. Tạp chí là nơi xuất bản các công trình nghiên cứu khoa học ở các lĩnh vực động lượng, nhiệt và vận chuyển khối lượng, quy trình và hoạt động của đơn vị, các quy trình tích hợp, kỹ thuật xử lý sinh học, trạng thái cân bằng và động học của các phản ứng hoá học. Tạp chí xuất bản bằng tiếng Anh, một năm có bốn tập. Tất cả các bài báo trên tạp chí đều được truy cập miễn phí trên cơ sở Truy cập Mở (Open access).

## Mã số xuất bản
- ISSN: 0208-6425 (bản in)
- eISSN: 2300-1925 (bản điện tử)
- GICID: 71.0000.1500.6794
- DOI: 10.17232
- Nhà xuất bản: Ủy ban Kỹ thuật Quy trình và Hóa học, Viện Hàn lâm Khoa học Ba Lan

## Chỉ số ảnh hưởng
- Chỉ số IF (Journal Impact Factor) năm 2019: 0.663[2]
- Chỉ số sự ảnh hưởng của từng bài báo (Article Influence) năm 2019: 0.136[2]
- Chỉ số SJR (Scimago Journal Rank) năm 2019: 0.253[2]
- Chỉ số SNIP (Source Normalized Impact per Paper) năm 2019: 0.532[2]
- Chỉ số Scopus CiteScore năm 2019: 1.4[2]
- Chỉ số H Index năm 2019: 18[3]
- Danh mục tạp chí SCIE năm 2019: Nhóm Q3[3]

## Hồ sơ khoa học[4]
- Nhóm chuyên môn: Hóa học nói chung, Hóa học, Kỹ thuật tổng hợp, Kỹ thuật hóa học
- Thể loại Scimago: Kỹ thuật hóa học, Hóa học
- Danh mục Web khoa học: Kỹ thuật, Hóa chất